# گیل‌ها
گِیل‌ها (‎/ɡeɪlz/‎; ایرلندی: Na Gaeil [ɡe:l]; گیلی اسکاتلندی: Na Gàidheil; مانکس: Ny Gaeil [ge:l]) قومی بومی ایرلند، اسکاتلند، و جزیره من در شمال غربی اروپا هستند.
این مردم به زبان‌های گیلیک‌تبار سخن می‌گویند که شاخه‌ای از زبان‌های سلتی است و شامل زبان ایرلندی، زبان مانکس، وگیلیک اسکاتلندی می‌شود. امروزه افرادی که به زبان‌های گیلی سخن می‌گویند به ۱٬۹ میلیون نفر می‌رسد.
زبان و فرهنگ گیلی منشأ در ایرلند دارد و بعد به دال ریادا در غرب اسکاتلند امروزی گسترش یافت. گیل‌ها بعداً با اتحاد با پیکت‌ها پادشاهی اسکاتلند را تشکیل دادند.